# Саркисов, Давид
Давид Саркисов (туркм. Dawid Sarkisow; 20 ноября 1982) — туркменский футболист, защитник. Играл за сборную Туркменистана.

## Карьера
В начале карьеры играл за ряд туркменских клубов, в том числе «Галкан», «Ниса» и «Шагадам». С 2007 года выступал в МТТУ (Ашхабад), провёл в клубе восемь сезонов, был капитаном команды. Неоднократный чемпион и призёр чемпионата Туркменистана, обладатель Кубка и Суперкубка страны. Несколько раз участвовал в международных клубных турнирах — участник (2010) и победитель (2014) финальных турниров Кубка президента АФК. В 2015 году перешёл в «Ашхабад», затем играл за «Шагадам», «Энергетик» и снова за «Ашхабад».
В 2004 году Саркисов был приглашен в состав национальной сборной Туркменистана в качестве запасного. Первые матчи за сборную сыграл в феврале 2010 года на Кубке вызова АФК, где его команда стала вице-чемпионом. Также участвовал в Кубке вызова АФК в 2012 году и снова стал вице-чемпионом, оба раза его команда уступала сборной КНДР. Всего в 2010—2013 годах сыграл 16 матчей за сборную.

## Достижения
- Чемпион Туркменистана: 2005, 2006, 2009, 2013
- Вице-чемпион Туркменистана: 2007, 2008, 2011
- Бронзовый призёр Чемпионата Туркменистана: 2012
- Обладатель Кубка Туркменистана: 2006, 2011
- Финалист Кубка Туркменистана: 2008, 2012
- Обладатель Суперкубка Туркменистана: 2005, 2009, 2013
- Обладатель Кубка Президента Туркменистана: 2007, 2008, 2009
- Финалист Кубка Президента Туркменистана: 2006
- Обладатель Кубка Президента АФК: 2014